# Андреаполь
Андреаполь (рос. Андреаполь) — місто в Російській Федерації, адміністративний центр Андреапольського району Тверської області.